# Paul von Moll

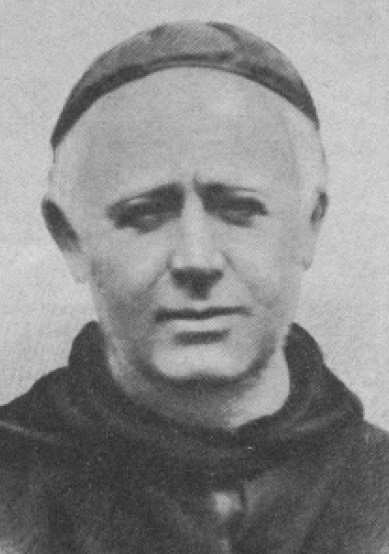
Paul von Moll OSB

Pater Paul von Moll OSB (ndl. Paulus van Mol(l) – nach seinem Geburtsort –; bürgerlich Franz Luyckx, * 7. März 1824 in Mol-Millegem; † 24. Februar 1896 in Dendermonde) war ein belgischer Benediktiner und Priester der Abtei Dendermonde. Er erlangte als Beichtvater und Seelenführer überregionale Bedeutung. Zahlreiche Berichte über ihn – viele davon angebliche Gebetserhörungen – wurden international veröffentlicht.

## Leben
Er kam aus einfachen Verhältnissen; seine Eltern waren Bauern. Er trat 1848 in Dendermonde ein. Zum Priester wurde er in Parma geweiht; die politischen Unruhen seiner Zeit hatten ein Auslandsstudium notwendig gemacht. An den flämischen Klostergründungen von Afflighem und Steenbruggen war er beteiligt.

## Spirituelles Wirken
Schwerpunkte seines priesterlichen Wirkens lagen auf der Tätigkeit als Beichtvater und in der Verkündigung und Anwendung der „Macht des priesterlichen Segens“. Darüber hinaus pflegte P. Paul „eine innige Verbundenheit mit den Seelen im Fegefeuer“. Schließlich war ihm die Verbreitung der Benediktusmedaille ein großes Anliegen. Nach seinem Tod wurde sein Grab bald mit Ex-voto-Tafeln bedeckt; seine Gebeine wurden 1970 in die Abteikirche von Dendermonde übertragen. Beide Gräber (alt und neu) wurden in Kleinschriften abgebildet. Die Nachrichten über Gebetserhörungen wurden über Jahrzehnte im Benediktus-Boten veröffentlicht.
Édouard Van Speybroucks Buch über ihn, Un thaumaturge au XIXe siècle – Quelques traits de la vie du Très Révérend Père Paul de Moll, Bénédictin (1824–1896) wurde ins Englische, Spanische und Deutsche übersetzt und vielfach aufgelegt. Darin sind ihm zugeschriebene Wunder und seine geistlichen Ratschläge dokumentiert. Auf der Homepage der Abtei Reichenstein wird sein geistliches Erbe vermittelt.